# المركز الوطني لتبادل أبحاث الأمراض
المركز الوطني لتبادل الأبحاث حول الأمراض (اختصارًا NDRI)، ومقره فيلادلفيا، بنسلفانيا، هو منظمة غير ربحية 501(c)(3) تأسست في عام 1980. يعمل المعهد الوطني لبحوث الأنسجة كحلقة وصل بين مصادر الحصول على الأنسجة ومجتمع البحث.
يتعاون المعهد الوطني لبحوث الأنسجة مع شبكة وطنية تضم أكثر من 130 موقعًا لمصدر الأنسجة (TSS) في جميع أنحاء الولايات المتحدة، بما في ذلك منظمات الحصول على الأعضاء (OPO)، وبنوك الأنسجة، وبنوك العيون، والمستشفيات.
يتم تمويل المعهد الوطني لبحوث الإيدز جزئيًا من قبل المعاهد الوطنية للصحة والمؤسسات والمنظمات العامة والخاصة وشركات الأدوية والتكنولوجيا الحيوية.